# خسرو أباد (دالاهو)
خسرو أباد (بالفارسية: خسروآباد) هي قرية تقع في قسم حومة كرند الريفي (مقاطعة دالاهو) في إيران. يقدر عدد سكانها بـ 409 نسمة بحسب إحصاء 2016.